# Batalla de las Termópilas (254)

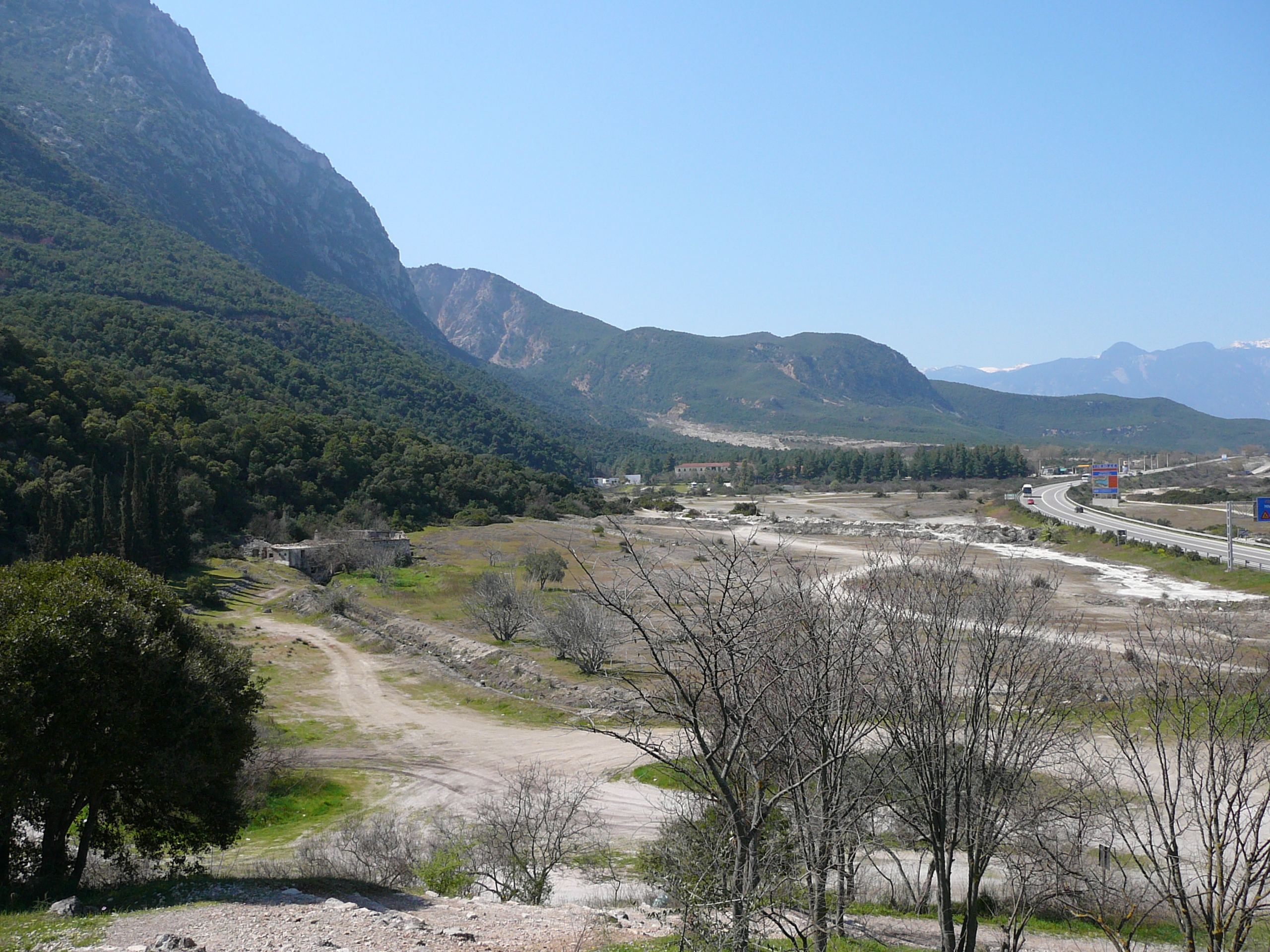
Vista del desfiladero de las Termópilas.

La batalla de las Termópilas que tuvo lugar, probablemente, en el año 254, fue la defensa exitosa del paso de las Termópilas por la milicia griega local bajo el mando de Mariano, el procónsul romano de Acaya, durante una invasión  de los Balcanes por los godos.

## Preludio
Los griegos se enteraron del acercamiento de los godos y el proncónsul romano Mariano, el ateniense Filóstrato y el beocio Dexipo movilizaron una milicia para bloquear el paso de las Termópilas. La milicia estaba armada con picas de bronce o de madera con punta de hierro, pequeñas lanzas, hachas y armas variadas. Se pusieron a trabajar para fortificar el paso. Mariano les dio un discurso antes de la batalla, en el que destacó la defensa del paso por parte de las generaciones anteriores de griegos y romanos.

## Batalla
Las fuerzas grecorromanas bloquearon con éxito el camino de los godos en las Termópilas y los godos volvieron a casa, aunque con un considerable botín.

## Consecuencias
El combate fue registrado por el historiador contemporáneo Dexipo y un fragmento de su obra, descubierto en Viena en 2010, proporciona detalles sobre las armas, el liderazgo y la geografía del combate. El fragmento se corta antes del resultado de la batalla. Dexipo fue utilizado como fuente por el cronista bizantino Jorge Sincelo, quien mencionó el bloqueo del paso y el regreso de los godos a casa con el botín.